# Воротников, Александр Степанович
Александр Степанович Воротников (26 августа 1878, Екатеринослав — 7 января 1940, Москва) — российский и советский авиационный военачальник. Из мещан.

## Биография

### В Русской императорской армии
- 30 августа 1899 — Поступил на службу в 133-й пехотный Симферопольский полк на правах вольноопределяющегося 2-го разряда.
- 1900 — Поступил в Чугуевское пехотное юнкерское училище.
- 23 августа 1902 — Выпущен из училища подпрапорщиком в 121-й пехотный Пензенский полк.
- 5 сентября 1902 — Подпоручик.
- 3 июня 1904-11 октября 1905 — Участвовал в русско-японской войне.
  - 10-11 июля 1904 — Участвовал в боях при станции Ташичао.
  - Участвовал в сражении под Ляояном.
  - Участвовал в сражении под Мукденом.
  - Участвовал в сражении у д. Сандепу.
  - 18 июля 1904 — Ранен в бою у дер. Лагоулин ружейной пулей в спину.
  - 3 августа 1904 — Начальник «охотничьей команды».
  - 9 сентября 1904 — Начальник конной «охотничьей команды».
- 1 июля 1906 — Заведующий солдатской чайной лавкой.
- 10 октября 1906 — Поручик.
- 28 октября 1907 — Полковой адъютант.
- 5 апреля 1910 — Отчислен от должности по собственному желанию.
- 7 апреля 1910 — Адъютант 3-го батальона и и. д. начальника команды связи.
- 1 сентября 1910 — Начальник команды связи.
- 10 октября 1910 — Штабс-капитан.
- 26 февраля-8 марта 1911 — Командирован в штаб Киевского военного округа для предварительного испытания на предмет поступления в Императорскую Николаевскую академию Генерального штаба.
- 26 октября-10 декабря 1911 — Прикомандирован к 7-му сапёрному батальону «для изучения телеграфного дела».

### В российской авиации
- 26 января 1912 — Командирован в Офицерскую школу авиации Отдела воздушного флота.
- 15 февраля 1912 — Начальник команды нижних чинов Офицерской школы авиации Отдела воздушного флота.
- 9 июля 1912 — Сдал экзамен на звание летчика.
- 11 октября 1912 — Во время маневров в Варшавском военном округе выполнил условия для получения звания военного летчика.
- 8 января 1913 — Зачислен в 7-ю воздухоплавательную роту.
- 26 апреля 1913 — И. д. начальника 1-го отряда роты.
- 23 июня 1913 — Прикомандирован к 3-й авиационной роте.
- 8 августа 1913 — Начальник 9-го корпусного авиационного отряда.
- 27 июля 1914 — Выступил на фронт Первой мировой войны.
- 30 декабря 1914 — Капитан за боевые отличия.
- 6 февраля 1915 — Командир 2-й авиационной роты.
- 13 октября 1916 — Командир 2-го авиационного дивизиона.
- 2 апреля 1917 — Подполковник.
- 27 сентября 1917 — Полковник.

### В РККВВФ
- 1 февраля 1918 — Помощник Инспектора авиации армий Западного фронта по технической части
- 8 марта 1918 — Избран на должность командира 3-го авиационного дивизиона.
- 30 мая 1918 — Начальник авиации отрядов Завесы западной полосы
- 5 июля 1918 — Начальник Московского окружного управления РККВВФ.
- 1 августа 1918 — Начальник Главного управления РККВВФ.[1]
- 13 июня 1919 — Военный летчик при Главном управлении начальника снабжения РККВВФ.
- 13 декабря 1919 — Технический инспектор Главного управления РККВВФ.
- 1 мая 1920 — Помощник начальника Главного управления РККВВФ по организационно-строительной части
- 4 сентября 1920 — Помощник по авиации, главный технический инспектор Главного управления РККВВФ
- Январь 1921 — Командировка в Туркестанский военный округ с целью инспектирования всех авиационных частей.
- 14 апреля 1921 — Начальник 1-й военной школы летчиков РККВВФ (Зарайск).
- 3 декабря 1923 — Постоянный член тактической секции Научного комитета при Управлении ВВС РККА.
- 1924 — Штатный преподаватель Высшей школы военной маскировки РККА.
- 31 декабря 1924 — Уволен в запас РККА «за невозможностью соответствующего использования» с постановкой на учет в г. Москве.

### В Гражданском воздушном флоте
- 1925-1926 — В Авиационном тресте при Главном управлении Гражданского воздушного флота.

7 января 1940 скончался от кровоизлияния в мозг в Москве.

## Награды
- 19.03.1905 — Орден Святого Станислава 3-й степени с мечами и бантом «за отличия в делах с японцами с 18 по 19 июля 1904 г.».
- 11.12.1905 — Орден Святой Анны 4-й степени «за отличия в делах с японцами».
- 11.12.1905 — Орден Святого Владимира с мечами и бантом «за отличия в делах с японцами».
- 08.01.1906 — Орден Святой Анны 3-й степени с мечами и бантом «за отличия в делах с японцами».
- 21.11.1906 — Орден Святой Анны 2-й степени с мечами «за отличия в делах с японцами с 12 по 15 января 1905 г.».
- 21.11.1906 — Орден Святого Станислава 2-й степени с мечами «за отличия в делах с японцами под г. Мукденом в феврале месяце 1905 г.».
- 09.03.1915 — Георгиевское оружие «за то, что совершил непрерывный ряд отважных полетов в сфере Львовских укреплений под артиллерийским и ружейным огнём, чем выяснил группировку отошедших сюда сил противника и способствовал в значительной степени выяснению обстановки».
- 1919 — Золотые часы от РВСР «за деятельность в должности технического инспектора Главного управления РККВВФ».